# فینسنس
فینسنس (به لاتین: Finnsnes) یک شهرک در نروژ است که در استان ترومس واقع شده‌است. فینسنس ۳٫۲۴ کیلومتر مربع مساحت و ۴٬۳۷۱ نفر جمعیت دارد و ۸ متر بالاتر از سطح دریا واقع شده‌است.

## نگارخانه

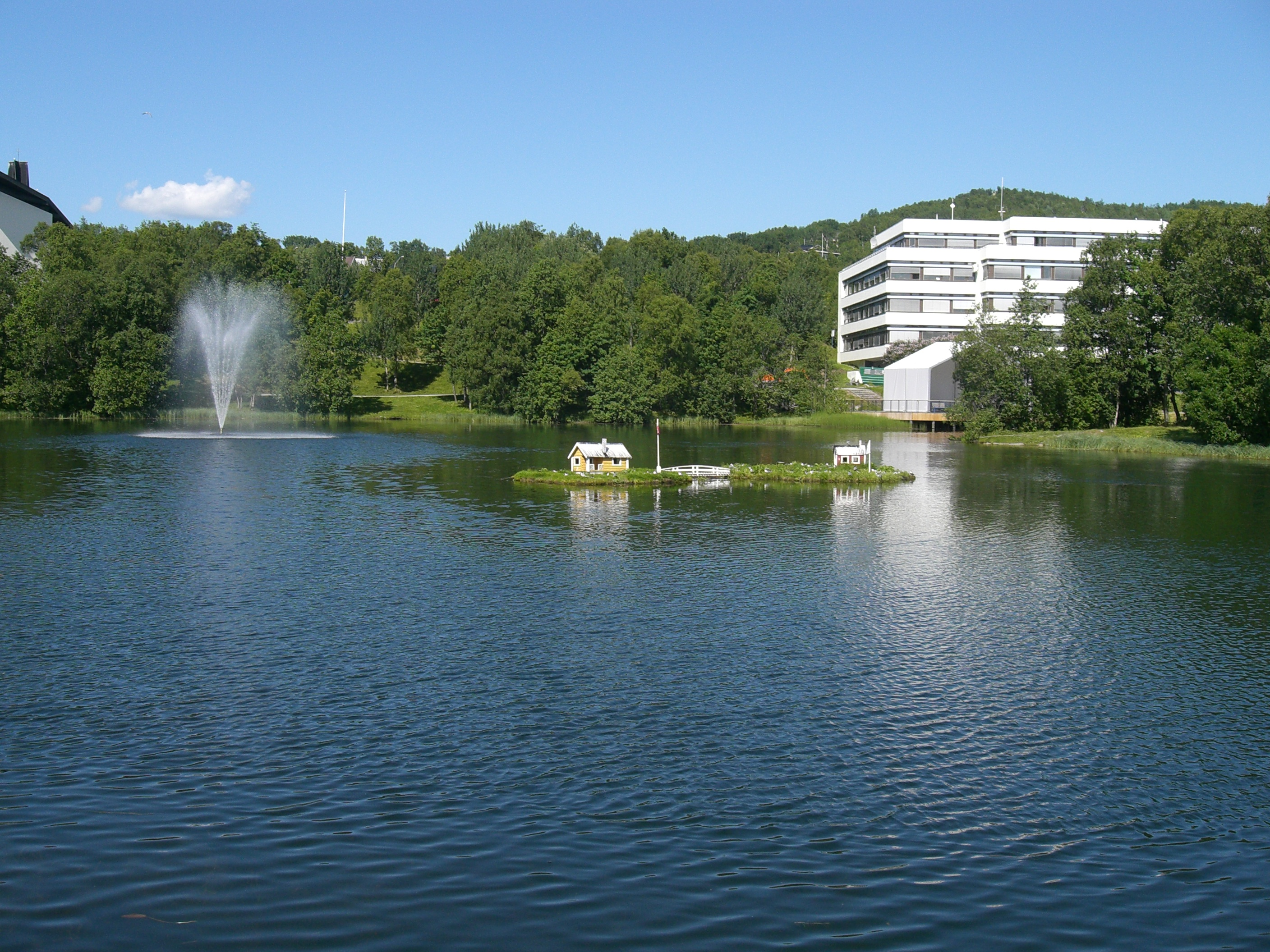
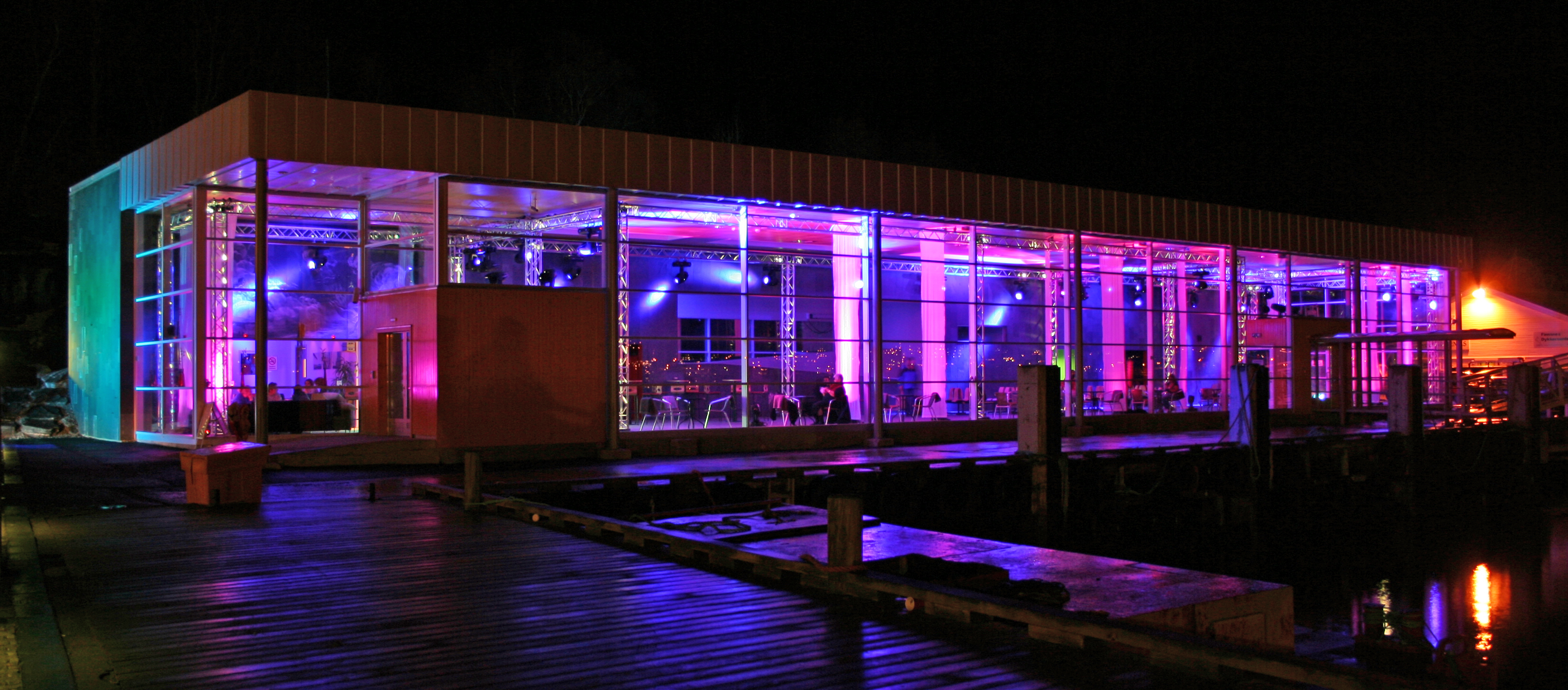
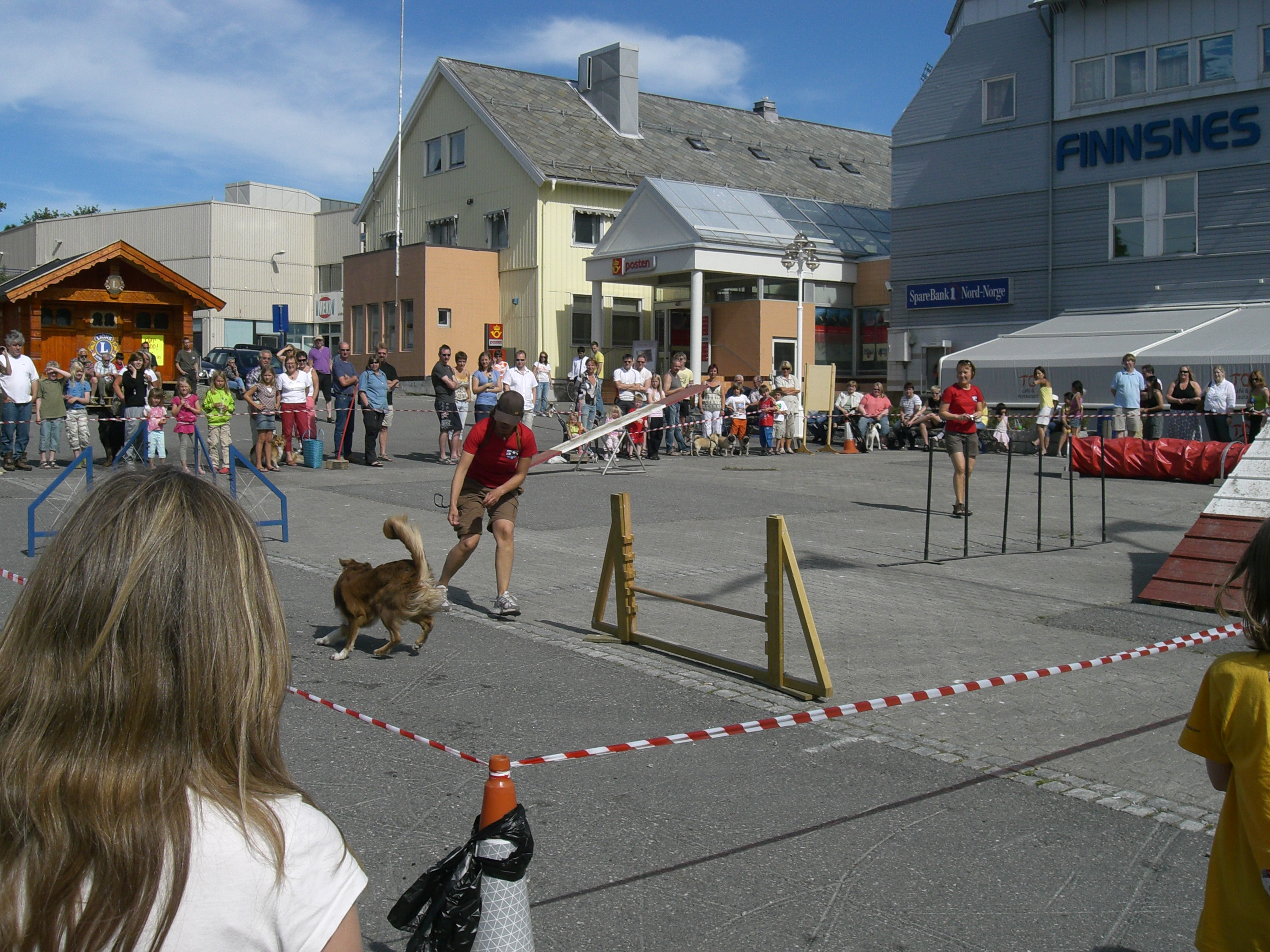
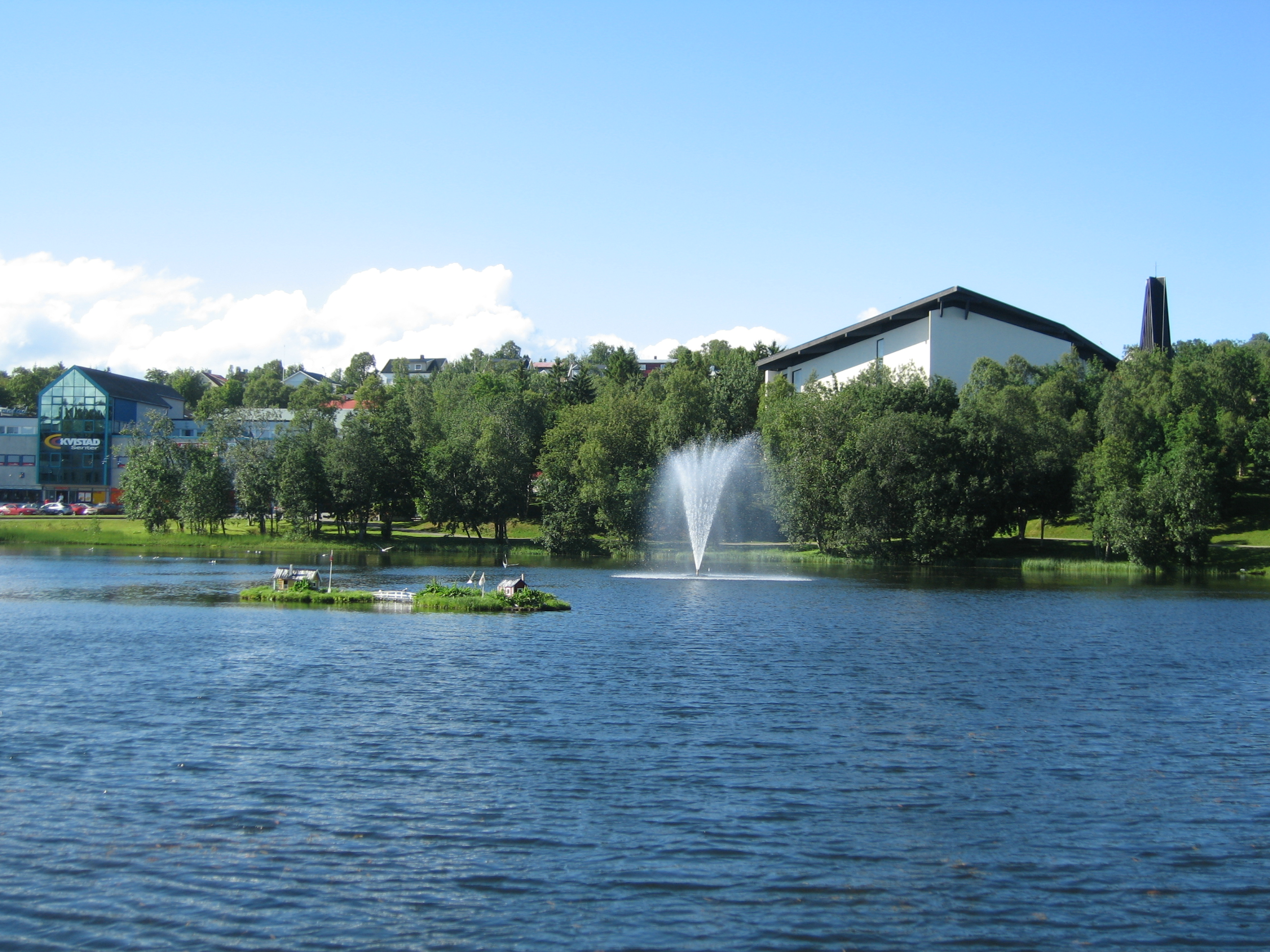
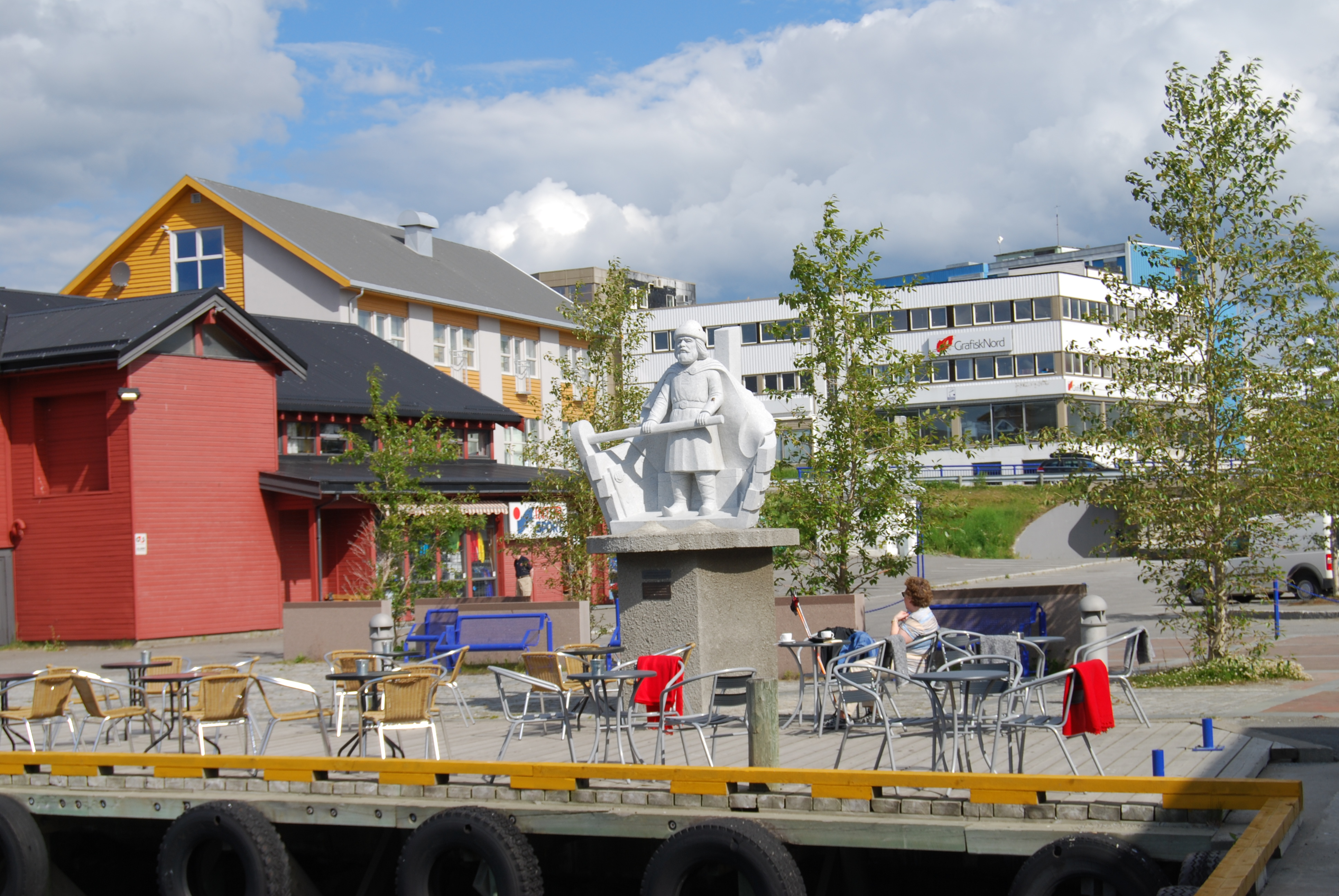